# Git Up
«Git Up» es el tercer sencillo del álbum de la banda de hip hop D12, D12 World, lanzado en 2004. Está producida por Eminem y Luis Resto. Existe una versión editada (clean) que reemplaza las groserías

## Video musical
En el video aparecen todos los integrantes de D12, en un fondo electrónico que muestra sus nombres y sus movimientos. Al reproducirse, al principio se escucha una pequeña parte de How Come, sencillo anterior de la banda que habla de sus problemas y en general de las bandas musicales.